# Совместная церковь

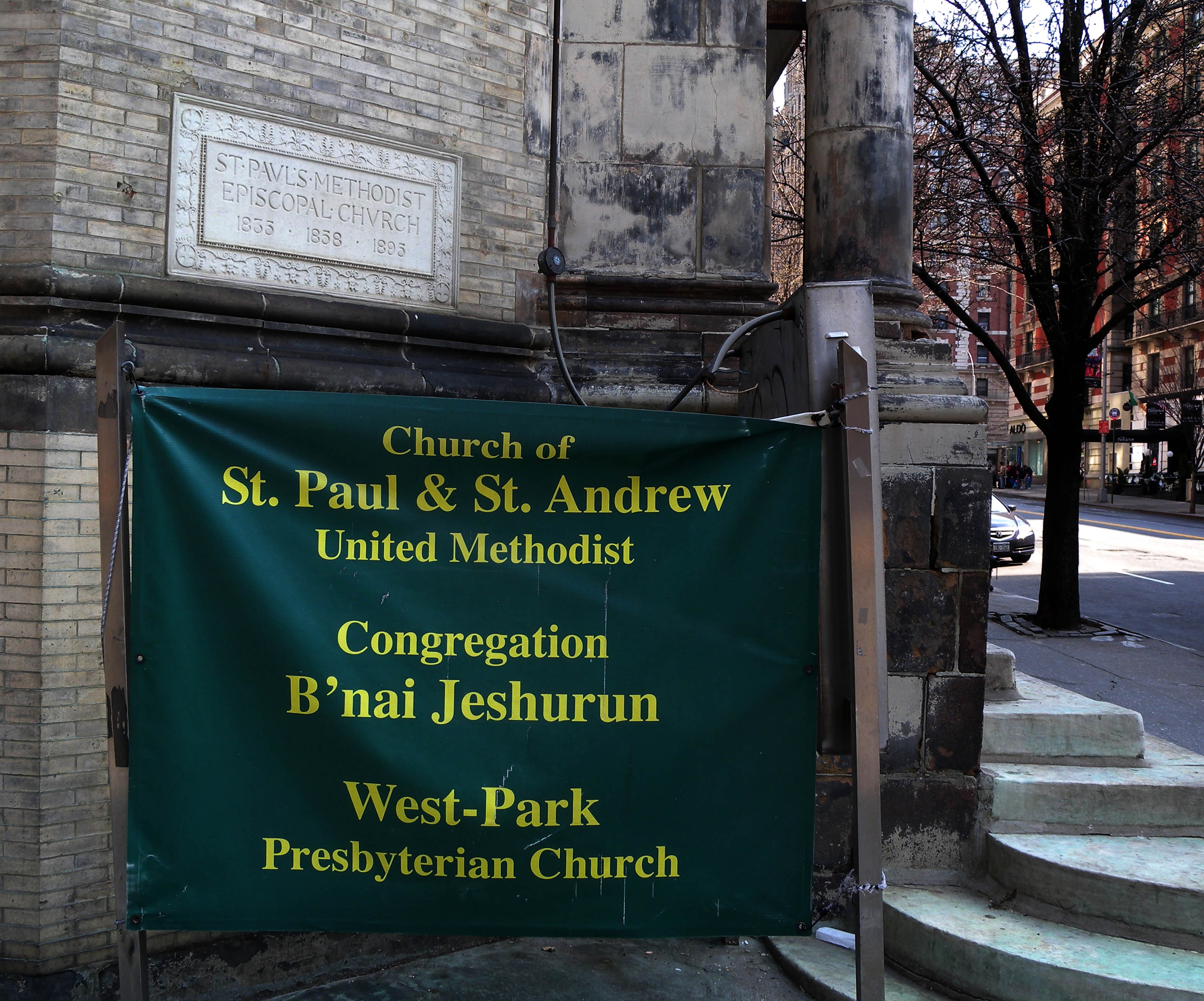
Объявление о службах трёх различных конфессий перед Церковью Святого Павла и Святого Андрея в Нью-Йорке

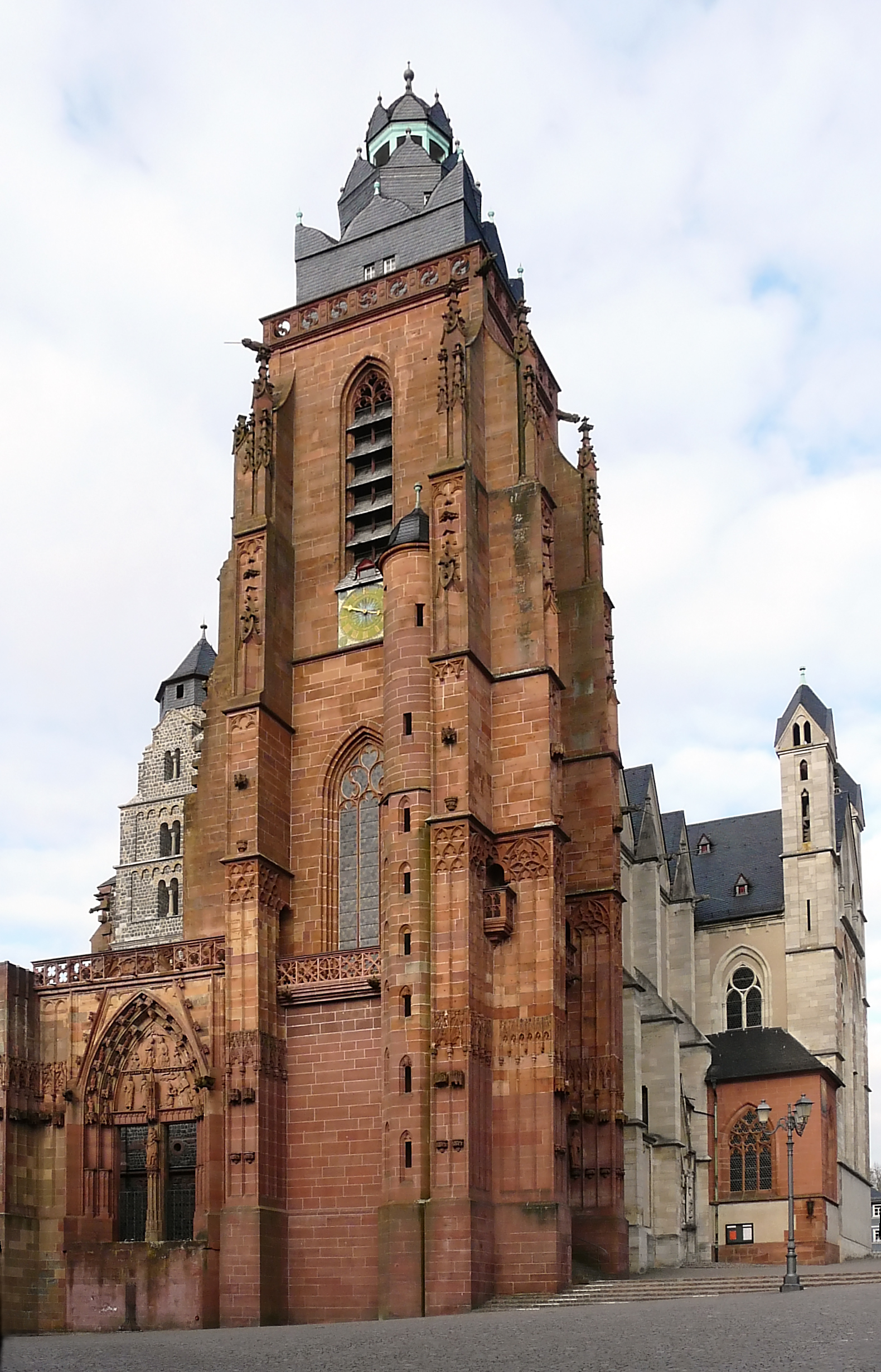
Эклектический дизайн Вецларского собора, наследие его мультиконфессионального прошлого (совместное использование прекращено в XIX веке)

Совме́стная це́рковь (нем. Simultankirche), также часто используется латинский термин симульта́неум (лат. simultaneum, полностью — simultaneum mixtum) — термин, появившийся в XVI веке (на территории нынешней Германии) для обозначения церковных зданий, где проводили свои службы сторонники двух и более религиозных конфессий (чаще всего — католики и одна из протестантских (или несколько) деноминаций). Такие церкви получили распространение в Европе на заре Реформации. Службы разных конфессий обычно проводились в разное время и различными священнослужителями.